# Programma Lunar Orbiter

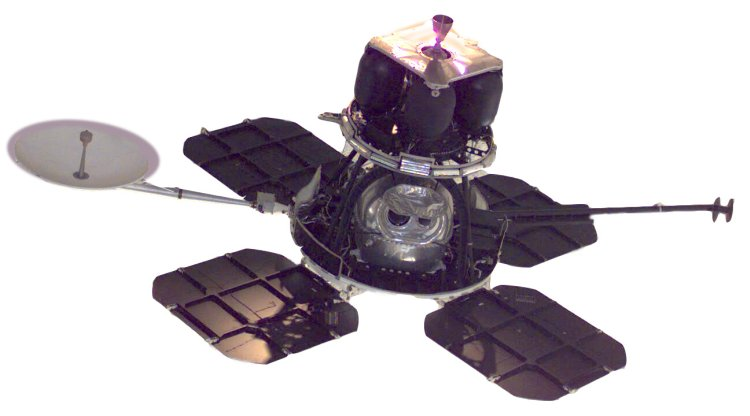
Satellite lunare Lunar Orbiter (NASA).

Il programma Lunar Orbiter fu costituito da una serie di 5 sonde non pilotate lanciate dagli USA nel biennio 1966 - 1967 con il compito di eseguire delle foto dell'intera superficie lunare. Tutte e cinque le missioni riuscirono e in totale fu mappata il 99% della Luna. Le foto raccolte dalle prime tre sonde servivano per scegliere i siti di atterraggio delle successive missioni spaziali Surveyor e Apollo. Le ultime due sonde completarono la mappatura del nostro satellite per scopi scientifici.
I satelliti lunari possedevano un ingegnoso sistema di acquisizione immagini che consisteva in due obiettivi, un sistema di trascinamento pellicola, un sistema di sviluppo e uno scanner per la conversione e la trasmissione dati.

Le due lenti, una grandangolare e una macro, avevano il fuoco coincidente sullo stesso piano, in modo da impressionare la stessa pellicola, la quale, durante l'esposizione, veniva mossa per compensare la velocità di navigazione della sonda.
Durante le missioni del Programma Lunar Orbiter, furono eseguite le prime foto della Terra nella storia.

## Le navicelle

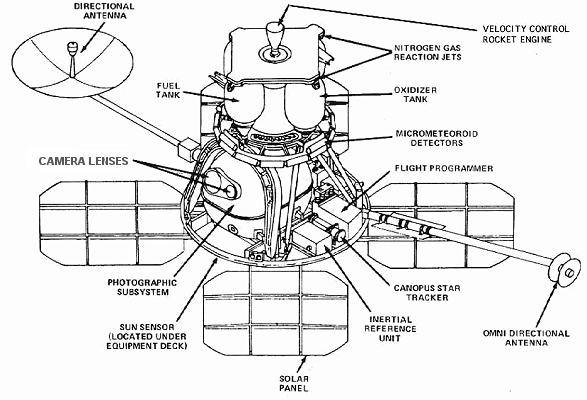
Diagramma dei Lunar Orbiter (NASA)

Il vettore principale aveva una forma pressoché tronco-conica, alto 1,65 metri e largo 1,5 metri. La sonda aveva tre ponti: il ponte della strumentazione era alla base della navicella e ospitava le batterie, un transponder, la strumentazione della navigazione, le telecamere, il sensore di navigazione puntato su Canopo, il decodificatore dei comandi inviati dal centro di controllo e un multiplexer. Da questo ponte si estendevano all'infuori quattro pannelli solari e le antenne ad alto e basso guadagno. Sul secondo ponte, quello mediano, trovavano posto il motore per il controllo della velocità, il propellente, dei serbatoi pressurizzati dell'ossidante, il sensore solare e il rilevatore di micro meteoriti. Il terzo ponte era in realtà uno scudo per proteggere i sottostanti ponti dal calore emanato dal motore di controllo velocità.
I quattro pannelli solari fornivano una potenza di 375 watt, i quali alimentavano la sonda e ricaricavano le batterie al nichel-cadmio di 12 A/h, necessarie quando il Sole era occultato dalla Luna. Le comunicazioni con la Terra erano affidate a due trasmettitori: uno di 10 watt che utilizzava l'antenna parabolica ad alto guadagno di 1 metro di diametro per l'invio delle foto e il secondo di 0,5 watt con un'antenna a basso guadagno per comunicazioni. Entrambe le antenne lavoravano alla frequenza di 2295 MHz.

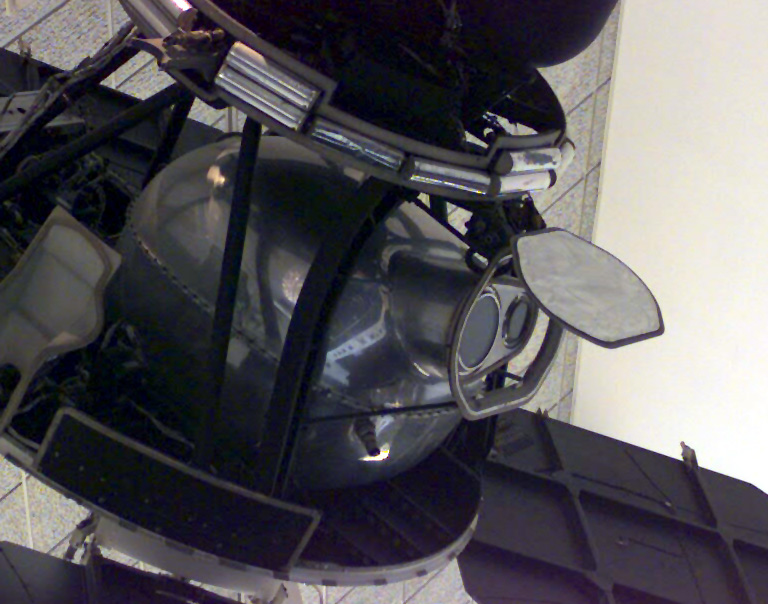
Telecamera dei Lunar Orbiter (NASA)

## Risultati del Programma
Le cinque sonde riuscirono a mappare il 99% della superficie lunare con una risoluzione massima di 1 metro per pixel. Le foto complessive furono 2.180 in alta risoluzione e 882 in media risoluzione. I rilevatori di micro meteoriti registrarono in totale 22 impatti dimostrando che il flusso di materia vicino alla Luna era il doppio rispetto allo spazio, ma molto più piccolo di quello terrestre. I sensori di radiazioni rilevarono che le protezioni in fase di sviluppo per le future missioni Apollo erano più che sufficienti a proteggere gli equipaggi. Tutte le sonde erano state progettate per impattare sulla Luna prima che si finisse il propellente necessario a governarle, questo perché non causassero problemi alle successive missioni spaziali statunitensi. Il programma costò in totale 200 milioni di dollari.
- Lunar Orbiter 1
  - Lanciato il 10 agosto 1966
- Lunar Orbiter 2
  - Lanciato il 6 novembre 1966
- Lunar Orbiter 3
  - Lanciato il 5 febbraio 1967
- Lunar Orbiter 4
  - Lanciato il 4 maggio 1967
- Lunar Orbiter 5
  - Lanciato il 1º agosto 1967

### Disponibilità dei dati
Le fotografie orbitali Lunar Orbiter sono state trasmesse alla Terra come dati analogici in seguito alla scansione a bordo della pellicola originale in una serie di strisce. I dati sono stati scritti su nastro magnetico e anche su pellicola. I dati sulle pellicole sono stati utilizzati per creare mosaici fatti a mano di fotogrammi del Lunar Orbiter. Ogni esposizione del Lunar Orbiter ha prodotto due fotografie: fotogrammi a media risoluzione con un obiettivo da 80 mm di lunghezza focale e fotogrammi ad alta risoluzione con un obiettivo da 610 mm di lunghezza focale. A causa delle loro grandi dimensioni i fotogrammi ad alta risoluzione sono stati divisi in tre sezioni o sottostrutture. Sono state create stampe di grande formato 16 x 20 pollici dai mosaici e diverse copie sono state distribuite negli Stati Uniti alle librerie di immagini e dati della NASA note come Regional Planetary Information Facilities. Le panoramiche risultanti erano generalmente di altissima risoluzione spaziale e riguardavano una parte sostanziale della superficie lunare, ma soffrivano di strisce "alla veneziana", dati mancanti o duplicati e frequenti effetti di saturazione che ne ostacolavano l'uso. Per molti anni queste immagini sono state alla base di gran parte della ricerca scientifica lunare. I mosaici fotografici dell'orbita lunare sono particolarmente utili per lo studio della morfologia delle caratteristiche topografiche lunari.
Sono stati pubblicati diversi atlanti e libri con fotografie dell'orbita lunare. Il più definitivo è stato forse quello di Bowker e Hughes del 1971; conteneva 675 lastre fotografiche con una copertura approssimativamente globale della Luna. In parte a causa dell'elevato interesse per i dati e in parte perché l'atlante è fuori stampa, il lavoro di scansione delle stampe di grande formato dei dati dell'orbita lunare è stato eseguito dal Lunar and Planetary Institute. Queste sono state rese disponibili online come Digital Lunar Orbiter Photographic Atlas of the Moon.

### Recupero dati e digitalizzazione

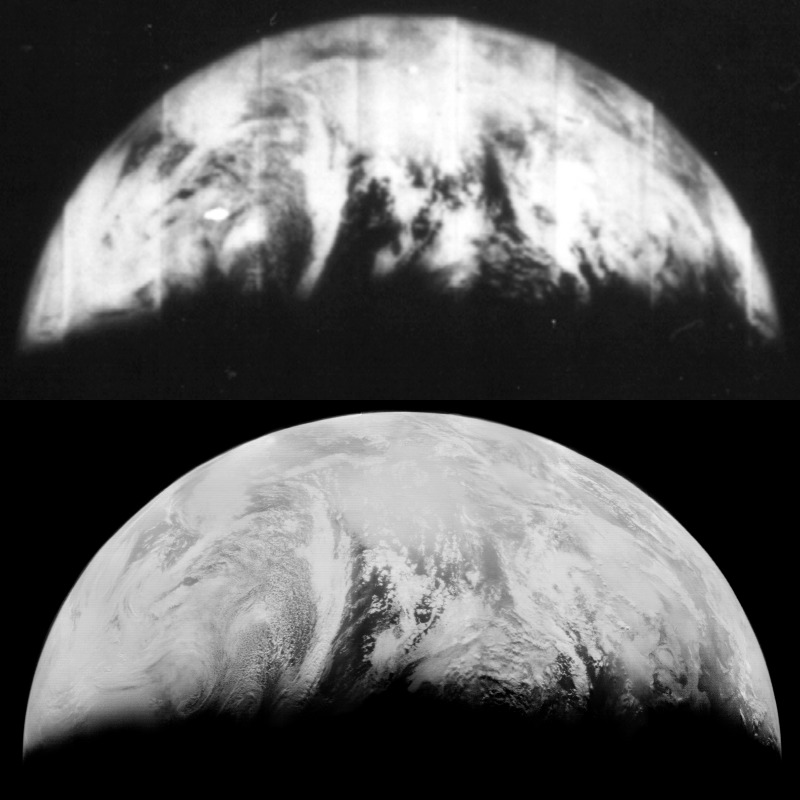
Un dettaglio di una fotografia originale in alto, confrontato con una versione rielaborata in basso creata da LOIRP.

Nel 2000 l'Astrogeology Research Program dell'US Geological Survey in Flagstaff è stato finanziato dalla NASA (come parte del Lunar Orbiter Digitization Project) per scansionare con risoluzione di 25 micrometri le pellicole positive Lunar Orbiter prodotte a partire dai dati originali. Lo scopo era quello di produrre un mosaico globale della Luna utilizzando i migliori fotogrammi disponibili del programma Lunar Orbiter (in gran parte la stessa copertura di quella di Bowker e Hughes). I fotogrammi sono stati realizzati con strisce di pellicola scansionata; sono stati costruiti digitalmente, controllati geometricamente e proiettati su mappa senza le strisce che erano visibili nei fotogrammi originali. Data la particolare attenzione alla costruzione di un mosaico complessivo, questo progetto ha analizzato solo il 15% circa dei fotogrammi Lunar Orbiter disponibili. I dati delle missioni Lunar Orbiter 3, Lunar Orbiter 4 e Lunar Orbiter 5 sono stati inseriti nel mosaico complessivo.
Inoltre il progetto di digitalizzazione USGS ha realizzato fotogrammi da immagini del Lunar Orbiter ad altissima risoluzione per diversi "siti di interesse scientifico". Questi siti erano stati identificati negli anni '60, quando sono stati selezionati i siti di atterraggio dell'Apollo. Sono state rilasciate fotogrammi per siti come il sito di atterraggio dell'Apollo 12, le Marius Hills e il rima Sulpicius Gallus.
Nel 2007, il Lunar Orbiter Image Recovery Project (LOIRP) ha iniziato un lavoro di conversione delle fotografie del Lunar Orbiter direttamente dalle videoregistrazioni analogiche originali Ampex FR-900 dei dati del veicolo spaziale al formato immagine digitale, un passaggio che ha permesso di migliorare notevolmente la risoluzione rispetto alle immagini originali degli anni '60. La prima di queste immagini restaurate è stata pubblicata alla fine del 2008. Quasi tutte le immagini del Lunar Orbiter sono state recuperate con successo nel febbraio 2014 e sono state sottoposte ad un'elaborazione digitale prima di essere inviate al Planetary Data System della NASA.